# Кристиана фон Саксония-Мерзебург
Кристиана фон Саксония-Мерзебург (на немски: Christiane von Sachsen-Merseburg; * 1 юни 1659, Мерзебург; † 13 март 1679, Айзенберг) от рода на Албертинските Ветини, е принцеса от Саксония-Мерзебург и чрез женитба херцогиня на Саксония-Айзенберг (1677 – 1679).

## Живот
Тя е втората дъщеря на херцог Кристиан I фон Саксония-Мерзебург (1615 – 1691) и съпругата му Кристиана фон Шлезвиг-Холщайн-Зондербург-Глюксбург (1634 – 1701), дъщеря на Филип фон Шлезвиг-Холщайн-Зондербург-Глюксбург и съпругата му София Хедвига фон Саксония-Лауенбург.
Кристиана се омъжва на 13 февруари 1677 г. в Мерзебург за херцог Кристиан фон Саксония-Айзенберг (1653 – 1707), петият син на херцог Ернст I фон Саксония-Гота-Алтенбург (1601 – 1675) от рода на Ернестинската линия на род Ветини и принцеса Елизабет София фон Саксония-Алтенбург. На 4 март 1679 г. в Айзенберг им се ражда дъщеря. Кристиана умира няколко дни след раждането на 13 март 1679 г. Нейният съпруг строи в нейна памет дворцовата църква „Св. Тринитатис“. Кристиана е погребана в оловен ковчег в княжеската гробница на катедралата в Мерзебург.
Кристиан фон Саксония-Айзенберг се жени втори път на 9 февруари 1681 г. за принцеса София Мария фон Хесен-Дармщат, дъщеря на ландграф Лудвиг VI фон Хесен-Дармщат.

## Деца
- Кристиана (* 4 март 1679, Айзенберг; † 24 май 1722, Глюксбург), ∞ на 15 февруари 1699 г. в замъка Кристианбург-Айзенберг за херцог Филип Ернст фон Шлезвиг-Холщайн-Зондербург-Глюксбург (1673 – 1729).